# Lijst van rijksmonumenten in Zaandam
De plaats Zaandam telt 128 inschrijvingen in het rijksmonumentenregister. Hieronder een overzicht.

## Hembrugterrein
Het Hembrugterrein in Zaandam telt 35 inschrijvingen in het rijksmonumentenregister. Zie voor een overzicht de lijst van rijksmonumenten in Hembrug.

## Zaandam
| Object | Oorspronkelijke functie?  | Bouwjaar                  | Architect                    | Locatie                                                 | Coördinaten?                  | Nr.?   | Afbeelding |
| --- | ------------------------- | ------------------------- | ---------------------------- | ------------------------------------------------------- | ----------------------------- | ------ | --- |
| De Ooijevaar | Industrie- en poldermolen | 1669                      |                              | Diederik Sonoyweg 19                                    | 52° 28' 14" NB, 4° 48' 54" OL | 40032  | Meer afbeeldingen |
| Houten 1-beukig woonhuis onder zadeldak, met rechthoekige plattegrond | Woonhuis                  | 1661                      |                              | Haaldersbroek 11                                        | 52° 28' 18" NB, 4° 49' 40" OL | 40033  | Meer afbeeldingen |
| Houten woonhuis | Woonhuis                  | ca 1700                   |                              | Hogendijk 5                                             | 52° 26' 17" NB, 4° 49' 27" OL | 40034  | Houten woonhuis |
| Houten 1-beukig woonhuis onder zadeldak, met rechthoekige plattegrond | Woonhuis                  | eind 17e eeuw             |                              | Haaldersbroek 1                                         | 52° 28' 14" NB, 4° 49' 42" OL | 40035  | Houten 1-beukig woonhuis onder zadeldak, met rechthoekige plattegrond                                                                                      |
| Houten huis met ingezwenkt voorschot, bekroond door een fronton | Woonhuis                  | 1730                      |                              | Hogendijk 9                                             | 52° 26' 16" NB, 4° 49' 27" OL | 40036  | Meer afbeeldingen |
| 'Het huis der Cardinalen' | Woonhuis                  | 1655                      |                              | Hogendijk 62                                            | 52° 26' 15" NB, 4° 49' 27" OL | 40037  | Meer afbeeldingen |
| 'Het blauwe huis' | Woonhuis                  | 1724                      |                              | Hogendijk 78                                            | 52° 26' 13" NB, 4° 49' 26" OL | 40038  | Meer afbeeldingen |
| Twee natuurstenen bekroningen | Waterkering en -doorlaat  | 1780                      | Jacob Mattheus Cressant      | Dam bij 1                                               | 52° 26' 22" NB, 4° 49' 32" OL | 40039  | Meer afbeeldingen |
| Twee natuurstenen bekroningen | Waterkering en -doorlaat  | 1724                      | Jacob van der Beek           | Dam bij 1                                               | 52° 26' 22" NB, 4° 49' 32" OL | 40040  | Meer afbeeldingen |
| Pand, een van de weinige stolpvormige gebouwen | Onderwijs en wetenschap   | 18e eeuw 1974 (gesloopt?) |                              | Kalf 64                                                 | 52° 28' 16" NB, 4° 49' 55" OL | 40041  | Upload foto |
| Houten huis | Woonhuis                  | laatste kwart 19e eeuw    |                              | Kalf 86                                                 | 52° 28' 5" NB, 4° 49' 27" OL  | 359656 | Meer afbeeldingen |
| Bakstenen woonhuis in T-vorm | Woonhuis                  | 1750-1800                 |                              | Oostzijde 221                                           | 52° 27' 3" NB, 4° 49' 17" OL  | 40052  | Meer afbeeldingen |
| Bakstenen huis met ingezwenkt, door een fronton bekroond en door pilasters geleed houten voorschot. Links een vooruitspringende vleugel van hout met hoekvensters en een borstwering met pilasters | Woonhuis                  | 19e eeuw                  |                              | Oostzijde 202                                           | 52° 27' 3" NB, 4° 49' 17" OL  | 40053  | Meer afbeeldingen |
| Houten huis met in- en uitgezwenkt voorschot | Woonhuis                  | 1800-1825                 |                              | Oostzijde 220                                           | 52° 27' 5" NB, 4° 49' 15" OL  | 40054  | Meer afbeeldingen |
| Grotendeels houten woonhuis 't Skeve Skans' | Woonhuis                  | eerste helft 18e eeuw     |                              | Oostzijde 242                                           | 52° 27' 9" NB, 4° 49' 10" OL  | 40055  | Meer afbeeldingen |
| Houten woonhuis 'Het huis met de haan' | Woonhuis                  | 1775                      |                              | Oostzijde 256                                           | 52° 27' 12" NB, 4° 49' 5" OL  | 40056  | Meer afbeeldingen |
| Houten huis met gebogen hoekvenster en een topgevel met uitgeschulpte windveren | Woonhuis                  | 18e eeuw                  |                              | Oostzijde 268                                           | 52° 27' 14" NB, 4° 48' 59" OL | 40057  | Meer afbeeldingen |
| Oud-katholieke schuilkerk Heilige Maria-Magdalena | Kerk en kerkonderdeel     | 1695                      |                              | Papenpad 13                                             | 52° 26' 52" NB, 4° 49' 4" OL  | 40058  | Meer afbeeldingen |
| Voormalig Doopsgezind Weeshuis | Sociale zorg, liefdadigh. | 1712-1713                 |                              | Stationsstraat 6                                        | 52° 26' 30" NB, 4° 49' 17" OL | 40060  | Meer afbeeldingen |
| Evangelisch-Lutherse kerk | Kerk en kerkonderdeel     | 1699                      |                              | Vinkenstraat 34                                         | 52° 26' 24" NB, 4° 49' 16" OL | 40061  | Meer afbeeldingen |
| Houten huis onder pannen zadeldak met topmakelaar op de rechter zijgevel | Woonhuis                  | midden 18e eeuw           |                              | Westzanerdijk 305                                       | 52° 25' 51" NB, 4° 47' 6" OL  | 40062  | Meer afbeeldingen |
| Voormalig woonhuis familie Corver van Weesem | Woonhuis                  | 1866                      | L.J. Immink                  | Westzijde 39                                            | 52° 26' 32" NB, 4° 49' 18" OL | 40063  | Meer afbeeldingen |
| Westzijderkerk | Kerk en kerkonderdeel     | 1638                      |                              | Westzijde 75                                            | 52° 26' 40" NB, 4° 49' 9" OL  | 40064  | Meer afbeeldingen |
| Gepleisterd woonhuis | Woonhuis                  | ca 1825                   |                              | Westzijde 109                                           | 52° 26' 50" NB, 4° 49' 9" OL  | 40065  | Meer afbeeldingen |
| Grotendeels houten woonhuis | Woonhuis                  | 18e eeuw                  |                              | Westzijde 155                                           | 52° 26' 59" NB, 4° 49' 11" OL | 40066  | Meer afbeeldingen |
| Houten huis in l-vorm | Woonhuis                  | ca 1625                   |                              | Westzijde 185                                           | 52° 27' 2" NB, 4° 49' 7" OL   | 40067  | Houten huis in l-vorm |
| Stenen theekoepel | Onderdeel woningen e.d.   | ca 1775                   |                              | Westzijde bij 12                                        | 52° 26' 25" NB, 4° 49' 24" OL | 40068  | Stenen theekoepel |
| Herenhuis | Woonhuis                  | 1725-1750                 |                              | Westzijde 38                                            | 52° 26' 29" NB, 4° 49' 22" OL | 40069  | Meer afbeeldingen |
| Stenen theekoepel | Bijgebouwen kastelen enz. | ca 1750                   |                              | Westzijde bij 208                                       | 52° 26' 32" NB, 4° 49' 20" OL | 40070  | Meer afbeeldingen |
| Doopsgezinde Vermaning | Kerk en kerkonderdeel     | 1687                      |                              | Westzijde 80-82                                         | 52° 26' 33" NB, 4° 49' 19" OL | 40071  | Meer afbeeldingen |
| Gedeeltelijk bakstenen woonhuis | Woonhuis                  | eerste helft 19e eeuw     |                              | Westzijde 202                                           | 52° 26' 51" NB, 4° 49' 10" OL | 40073  | Gedeeltelijk bakstenen woonhuis |
| Voormalig weeshuis Nederlands Hervormde gemeente | Sociale zorg, liefdadigh. | 18e eeuw                  |                              | Westzijde 204                                           | 52° 26' 51" NB, 4° 49' 11" OL | 40074  | Voormalig weeshuis Nederlands Hervormde gemeente |
| Huis met ingezwenkt van zijmeanders voorzien voorschot boven een bakstenen pui | Woonhuis                  | ca 1800                   |                              | Westzijde 240                                           | 52° 26' 55" NB, 4° 49' 12" OL | 40075  | Meer afbeeldingen |
| Bakstenen woonhuis | Woonhuis                  | 19e eeuw                  |                              | Westzijde 256                                           | 52° 26' 57" NB, 4° 49' 12" OL | 40076  | Meer afbeeldingen |
| Bakstenen woonhuis | Woonhuis                  | 18e eeuw                  |                              | Westzijde 254 en 254A                                   | 52° 26' 57" NB, 4° 49' 12" OL | 40077  | Meer afbeeldingen |
| Huis in l-vorm | Werk-woonhuis             | eerste helft 19e eeuw     |                              | Westzijde 352                                           | 52° 27' 8" NB, 4° 48' 58" OL  | 40078  | Meer afbeeldingen |
| De Burcht, voormalig raadhuis | Bestuursgebouw en onderdl | 1846                      | W.A. Scholten                | Burcht 10                                               | 52° 26' 21" NB, 4° 49' 38" OL | 40079  | Meer afbeeldingen |
| Nederlands Hervormde Oostzijderkerk | Kerk en kerkonderdeel     | 1685                      |                              | Zuiddijk 1                                              | 52° 26' 23" NB, 4° 49' 34" OL | 40087  | Meer afbeeldingen |
| Houten huis met ingezwenkt voorschot, bekroond door een fronton | Woonhuis                  | eerste helft 19e eeuw     |                              | Zuiddijk 53                                             | 52° 26' 21" NB, 4° 49' 42" OL | 40088  | Meer afbeeldingen |
| Bakstenen woonhuis | Woonhuis                  | eerste helft 19e eeuw     |                              | Zuiddijk 119                                            | 52° 26' 15" NB, 4° 49' 51" OL | 40089  | Bakstenen woonhuis |
| Voormalig predikantenwoning, voormalig raadshuis Oostzaandam | Woonhuis                  | laatste kwart 17e eeuw    |                              | Zuiderkerkstraat 3                                      | 52° 26' 25" NB, 4° 49' 37" OL | 40090  | Voormalig predikantenwoning, voormalig raadshuis Oostzaandam                                                                                               |
| De Held Jozua | Industrie- en poldermolen | 1719                      |                              | Held Jozuapad 4                                         | 52° 26' 38" NB, 4° 48' 25" OL | 40094  | Meer afbeeldingen |
| Houten woonhuis | Woonhuis                  | 1721                      |                              | Braakdijk 1                                             | 52° 28' 14" NB, 4° 49' 44" OL | 506284 | Meer afbeeldingen |
| Essencefabriek N.V. Polak/Schwarz | Industrie                 | 1930                      | Jacob Coenraad               | Provincialeweg bij 128                                  | 52° 26' 26" NB, 4° 48' 56" OL | 508797 | Meer afbeeldingen |
| Czaar Peterhuisje | Woonhuis                  | 1632                      |                              | Krimp 23                                                | 52° 26' 14" NB, 4° 49' 24" OL | 518020 | Meer afbeeldingen |
| Museumhal Czaar Peterhuisje | Welzijn, kunst en cultuur | 1896-1897                 | A. Salm en G.B. Salm         | Krimp bij 23                                            | 52° 26' 14" NB, 4° 49' 24" OL | 518021 | Museumhal Czaar Peterhuisje |
| Conciërgewoning bij Czaar Peterhuisje | Dienstwoning              | 1896-1897                 | A. Salm en G.B. Salm         | Krimp 24                                                | 52° 26' 14" NB, 4° 49' 24" OL | 518022 | Conciërgewoning bij Czaar Peterhuisje |
| Erfafscheiding van Czaar Peterhuisje | Erfscheiding              | 1896-1897                 |                              | Krimp bij 23                                            | 52° 26' 14" NB, 4° 49' 24" OL | 518023 | Erfafscheiding van Czaar Peterhuisje |
| Houten scheepvaartgeleidebaken | Kust- en oevermarkering   | 1886                      |                              | Spiekeroog/In de oude Haven                             | 52° 26' 5" NB, 4° 49' 25" OL  | 518025 | Meer afbeeldingen |
| IJzeren scheepvaartgeleidebaken | Kust- en oevermarkering   | 1886                      |                              | Houthavenkade tegenover 36                              | 52° 26' 6" NB, 4° 49' 19" OL  | 518026 | Meer afbeeldingen |
| Meelfabriek Vrede | Industrie                 | 1918                      | S.B. van Sante               | Sluispolderweg 53                                       | 52° 25' 6" NB, 4° 51' 12" OL  | 518028 | Meer afbeeldingen |
| Voormalig ketelhuis van meelfabriek Vrede (gesloopt) | Industrie                 | 1918                      | S.B. van Sante               | Sluispolderweg bij 53                                   | 52° 25' 6" NB, 4° 51' 12" OL  | 518029 | Upload foto |
| Bonifatiuskerk | Kerk en kerkonderdeel     | 1899-1900                 | A.A. Margry en J.M. Snickers | Oostzijde 14                                            | 52° 26' 29" NB, 4° 49' 36" OL | 518043 | Meer afbeeldingen |
| Pastorie Sint-Bonifatiuskerk | Kerkelijke dienstwoning   | 1899-1900                 | A.A. Margry en J.M. Snickers | Oostzijde 12                                            | 52° 26' 29" NB, 4° 49' 36" OL | 518044 | Pastorie Sint-Bonifatiuskerk |
| Verkade: fabrieksgebouw deel uitmakend van het fabriekscomplex "Verkade". Brede gevel van de oorspronkelijk vrijstaande brood-en beschuitfabriek De Ruyter                                         | Industrie                 | 1886                      | P. Molenaar                  | Westzijde bij 103                                       | 52° 26' 47" NB, 4° 49' 11" OL | 518046 | Verkade: fabrieksgebouw deel uitmakend van het fabriekscomplex "Verkade". Brede gevel van de oorspronkelijk vrijstaande brood-en beschuitfabriek De Ruyter |
| Verkade: beschuitfabriek | Industrie                 | 1927                      | P. Molenaar                  | Westzijde 103                                           | 52° 26' 49" NB, 4° 49' 8" OL  | 518047 | Verkade: beschuitfabriek |
| Verkade: biscuitfabriek. Tweelaags hoekgebouw met sheddak en een tegen de noordzijde daarvan gebouwde watertoren met sprinklerinstallatie                                                          | Industrie                 | 1931 (uitbreiding)        | P. Molenaar                  | Westzijde bij 103                                       | 52° 26' 49" NB, 4° 49' 8" OL  | 518048 | Meer afbeeldingen |
| Windmotor Hercules | Industrie- en poldermolen | 1922                      |                              | Ringdijk vd Kalverpolder                                | 52° 28' 34" NB, 4° 50' 17" OL | 518058 | Meer afbeeldingen |
| Czaar Peter Monument | Gedenkteken               | 1909-1911                 | Leopold Bernstamm            | Dam bij 7                                               | 52° 26' 21" NB, 4° 49' 27" OL | 518060 | Meer afbeeldingen |
| Vrijmetselaars loge Anna Paulowna | Vergadering en vereniging | 1858                      | L.J. Immink                  | Dam 2                                                   | 52° 26' 23" NB, 4° 49' 29" OL | 518061 | Vrijmetselaars loge Anna Paulowna |
| Voormalige vermaning der Waterlandse doopsgezinden | Kerk en kerkonderdeel     | 1860                      | L.J. Immink                  | Oostzijde 82                                            | 52° 26' 44" NB, 4° 49' 26" OL | 518062 | Voormalige vermaning der Waterlandse doopsgezinden |
| Voormalige Gortpellerij | Industrie                 | 1913-1914                 | Bastiaan Schelling           | Oostzijde 193                                           | 52° 26' 56" NB, 4° 49' 20" OL | 518063 | Meer afbeeldingen |
| Villa | Woonhuis                  | 1862                      | L.J. Immink                  | Westzijde 81                                            | 52° 26' 44" NB, 4° 49' 8" OL  | 518064 | Villa |
| Voormalig woonhuis E.G. Verkade | Woonhuis                  | 1895                      | H.G. Jansen                  | Westzijde 87                                            | 52° 26' 45" NB, 4° 49' 7" OL  | 518066 | Voormalig woonhuis E.G. Verkade |
| Halte Zaanbrug | Dienstwoning              | 1883                      |                              | Westzijde 428                                           | 52° 27' 17" NB, 4° 48' 43" OL | 518065 | Upload foto |
| Arbeiderswoning. Verplaatst naar Zonnewijzerspad 6 (Zaanse Schans) | Woonhuis                  | 1600-1700                 |                              | Zonnewijzerspad 6 (voorheen Lagedijk 36, Koog a/d Zaan) | 52° 28' 19" NB, 4° 48' 43" OL | 39936  | Meer afbeeldingen |
| Paaskerk | Kerk en kerkonderdeel     | 1955-1958                 |                              | Burgemeester Ter Laanplantsoen 21                       | 52° 26' 11" NB, 4° 50' 12" OL | 530856 | Meer afbeeldingen |

## Zaanse Schans
De Zaanse Schans in Zaandam telt 25 inschrijvingen in het rijksmonumentenregister. Zie voor een overzicht de lijst van rijksmonumenten op de Zaanse Schans.